# ドゥジェンタ
ドゥジェンタ（イタリア語: Dugenta）は、イタリア共和国カンパニア州ベネヴェント県にある、人口約2,900人の基礎自治体（コムーネ）。

## 地理

### 位置・広がり
ベネヴェント県のコムーネ。県都ベネヴェントから西へ28kmの距離にある。

#### 隣接コムーネ
隣接するコムーネは以下の通り。括弧内のCEはカゼルタ県所属を示す。
- カステル・カンパニャーノ (CE)
- フラッソ・テレジーノ
- リマートラ
- メリッツァーノ
- サンターガタ・デ・ゴーティ